# Divisiones Regionales de la Región de Murcia 2019-20
Las divisiones regionales de fútbol son las categorías de competición futbolística de más bajo nivel en España, en las que participan deportistas amateur, no profesionales. En la Región de Murcia su administración corre a cargo de las Federación de Fútbol de la Región de Murcia. Inmediatamente por encima de estas categorías estab la Tercera División española.
En la temporada 2019-2020 las divisiones regionales se dividen en Preferente Autonómica, Primera Autonómica y Segunda Autonómica. Los dos primeros clasificados de Preferente Autonómica y el vencedor de la eliminatoria de ascenso ascendieron al grupo XIII de Tercera División.
En el mes de marzo las competiciones se suspendieron por el brote del Coronavirus-2 del Síndrome Respiratorio Agudo Grave, considerada pandemia global. Primero se contempló jugar a puerta cerrada pero la rápida propagación de contagios y las tasas en aumento de fallecidos provocaron la inmediata suspensión.
Tras superar el mes sin competición, el 14 de abril, la RFEF anunció una propuesta a tratar con todas las federaciones territoriales. Esta propuesta apostaba por la finalización de la competición y dar efecto a las clasificaciones tal como quedaron en la última jornada disputada; disputando eso sí las promociones de ascenso con el mismo formato pero a partido único, sin público y sede neutral; mientras que los descensos quedarían sin efecto por lo que ningún equipo descendería de categoría. La propuesta no es aceptada por todos los clubes y queda en espera de la decisión del Gobierno de España, el Consejo Superior de Deportes y de las autoridades sanitarias.
Finalmente la propuesta de la RFEF se aprueba por unanimidad el 6 de mayo, y entre las medidas adoptadas destacan las de finalización del torneo regular dando por definitivas las clasificaciones de la última jornada en cada categoría, la celebración de las promociones de ascenso en formato exprés y supresión de descensos.
La Comisión Gestora de la Federación de Fútbol de la Región de Murcia aprobó la finalización de las competiciones regionales en la que igualmente se informó que no habría descensos, solo se jugó promoción de ascenso a Tercera División y se informó de los cambios en estas categorías para la temporada siguiente.

## Preferente Autonómica
La temporada 2019/20 de la Preferente Autonómica de la Región de Murcia comenzó el 1 de septiembre de 2019 y terminó el 8 de marzo de 2020.

### Clasificación
|  |     | Equipos de fútbol         | PJ | G  | E  | P  | GF | GC | Dif | Pts |
|  | --- | ------------------------- | -- | -- | -- | -- | -- | -- | --- | --- |
|  | 1.  | Racing Murcia             | 27 | 21 | 4  | 2  | 76 | 23 | +53 | 67  |
|  | 2.  | CD Bullense               | 27 | 18 | 8  | 1  | 43 | 17 | +26 | 62  |
|  | 3.  | Abarán CF                 | 27 | 17 | 6  | 4  | 56 | 31 | +25 | 57  |
|  | 4.  | FC La Unión Atlético      | 27 | 13 | 6  | 8  | 62 | 34 | +28 | 45  |
|  | 5.  | CD Algar                  | 27 | 12 | 5  | 10 | 45 | 41 | +4  | 41  |
|  | 6.  | Mar Menor FC "B"          | 27 | 10 | 7  | 10 | 44 | 38 | +6  | 37  |
|  | 7.  | Archena Sport FC          | 27 | 10 | 6  | 11 | 41 | 41 | 0   | 36  |
|  | 8.  | Balsicas Atlético         | 27 | 10 | 6  | 11 | 44 | 48 | -4  | 36  |
|  | 9.  | CD Villa de Fortuna       | 27 | 10 | 6  | 11 | 45 | 50 | -5  | 36  |
|  | 10. | CD Bala Azul              | 27 | 11 | 3  | 13 | 41 | 49 | -8  | 36  |
|  | 11. | CD Cieza                  | 27 | 9  | 5  | 13 | 34 | 40 | -6  | 32  |
|  | 12. | EF Alhama                 | 27 | 7  | 10 | 10 | 34 | 49 | -15 | 31  |
|  | 13. | CD Beniel                 | 27 | 8  | 5  | 14 | 42 | 50 | -8  | 29  |
|  | 14. | CF Molina Olimpic         | 27 | 8  | 4  | 15 | 38 | 46 | -8  | 28  |
|  | 15. | Ciudad de Calasparra CF   | 27 | 7  | 7  | 13 | 39 | 54 | -15 | 28  |
|  | 16. | Atlético Cabezo de Torres | 27 | 7  | 7  | 13 | 28 | 55 | -27 | 28  |
|  | 17. | CD El Esparragal          | 27 | 7  | 4  | 16 | 36 | 61 | -25 | 25  |
|  | 18. | UD Caravaca               | 27 | 7  | 3  | 17 | 26 | 47 | -21 | 24  |

Pts = Puntos; PJ = Partidos Jugados; G = Partidos Ganados; E = Partidos Empatados; P = Partidos Perdidos; GF = Goles Anotados; GC = Goles Recibidos
|  | Ascenso a Tercera División                                 |
|  | Clasificado para los playoff de ascenso a Tercera División |

### Play-Off de ascenso
Eliminatorias a partido único en sede neutral. En caso de empate el vencedor es el equipo mejor clasificado.

#### Semifinales
| 4 de julio de 2020, 21:00 | Abarán CF | 0:3     | Mar Menor FC "B"                          | Pinatar Arena, San Pedro del Pinatar |                                   |
|                           |           | Reporte | Ismael 82' · Nasar 95' · Carlos Rodry 97' | Árbitro(s): Mario Asmarats Meroño    | Árbitro(s): Mario Asmarats Meroño |

| 5 de julio de 2020, 21:00 | FC La Unión Atlético    | 2:2     | CD Algar            | Pinatar Arena, San Pedro del Pinatar |                                      |
|                           | Ayoub 59' · Antonio 62' | Reporte | Vallecillos 53' 89' | Árbitro(s): Fernando Valverde Hortal | Árbitro(s): Fernando Valverde Hortal |

#### Final
| 11 de julio de 2020, 21:00 | FC La Unión Atlético | 1:0 | Mar Menor FC "B" | Pinatar Arena, San Pedro del Pinatar |  |
|                            | Nono 70'             |     |                  |                                      |  |

| Asciende a Tercera División FC La Unión Atlético |

## Primera Autonómica
La temporada 2019/20 de la Primera Autonómica de la Región de Murcia comenzó el 1 de septiembre de 2019 y terminó el 8 de marzo de 2020. Inicialmente el sistema de competición contemplaba dos ascensos directos y otra plaza de ascenso a decidir en playoff entre los equipos clasificados en tercero y sexto lugar.
Con motivo de la reestructuración de las categorías para la próxima temporada se decide que la Preferente Autonómica se amplíe a 24 equipos, divididos en dos grupos de 12 equipos cada uno. Para ello subirán hasta el noveno clasificado de Primera Autonómica.
La Primera Autonómica será de libre inscripción, los grupos dependerán de los equipos inscritos. 

### Clasificación
|  |     | Equipos de fútbol             | PJ | G  | E  | P  | GF | GC | Dif | Pts |
|  | --- | ----------------------------- | -- | -- | -- | -- | -- | -- | --- | --- |
|  | 1.  | Algezares UD                  | 27 | 18 | 6  | 3  | 51 | 19 | +32 | 60  |
|  | 2.  | Club Cehegín Deportivo        | 27 | 18 | 4  | 5  | 51 | 26 | +25 | 58  |
|  | 3.  | Yeclano Deportivo "B"         | 27 | 16 | 5  | 6  | 48 | 20 | +28 | 53  |
|  | 4.  | EF El Raal                    | 27 | 16 | 5  | 6  | 44 | 25 | +19 | 53  |
|  | 5.  | CF Santomera                  | 27 | 14 | 7  | 6  | 51 | 33 | +18 | 49  |
|  | 6.  | CD Juvenia                    | 27 | 11 | 10 | 6  | 40 | 27 | +13 | 43  |
|  | 7.  | Alcantarilla FC               | 27 | 12 | 7  | 8  | 42 | 30 | +12 | 43  |
|  | 8.  | Independiente de Ceutí FC     | 27 | 12 | 6  | 9  | 40 | 29 | +11 | 42  |
|  | 9.  | Águilas FC "B"                | 27 | 12 | 5  | 10 | 43 | 38 | +5  | 41  |
|  | 10. | EMF Fuente Álamo              | 27 | 12 | 3  | 12 | 40 | 43 | -3  | 39  |
|  | 11. | Atlético Pinatarense          | 27 | 9  | 6  | 12 | 40 | 36 | +4  | 33  |
|  | 12. | Montecasillas FC              | 27 | 9  | 5  | 13 | 36 | 42 | -6  | 32  |
|  | 13. | EF La Aljorra                 | 27 | 8  | 7  | 12 | 42 | 47 | -5  | 31  |
|  | 14. | CFB Totana                    | 27 | 8  | 6  | 13 | 34 | 39 | -5  | 30  |
|  | 15. | CD Lumbreras                  | 27 | 8  | 6  | 13 | 37 | 55 | -18 | 30  |
|  | 16. | Atlético Cabezo de Torres "B" | 27 | 6  | 7  | 14 | 26 | 43 | -17 | 25  |
|  | 17. | EF Molina                     | 27 | 5  | 2  | 20 | 38 | 76 | -38 | 17  |
|  | 18. | CD Tercia Sport               | 4  | 0  | 1  | 3  | 4  | 10 | -6  | -2  |

Pts = Puntos; PJ = Partidos Jugados; G = Partidos Ganados; E = Partidos Empatados; P = Partidos Perdidos; GF = Goles Anotados; GC = Goles Recibidos
|  | Asciende a Preferente Autonómica                               |
|  | Clasificado para el Playoff de ascenso a Preferente Autonómica |
|  | Retirado de la competición durante el transcurso de la misma   |

## Segunda Autonómica
La temporada 2019/20 de la Segunda Autonómica de la Región de Murcia comenzó el 1 de septiembre de 2019 y terminó el 8 de marzo de 2020.
Además de los tres ascensos contemplados, hubo tres más para completar la Primera Autonómica de la temporada siguiente.

### Clasificación
|  |     | Equipos de fútbol           | PJ | G  | E | P  | GF | GC | Dif | Pts |
|  | --- | --------------------------- | -- | -- | - | -- | -- | -- | --- | --- |
|  | 1.  | CD Hoya del Campo           | 25 | 20 | 3 | 2  | 70 | 25 | +45 | 63  |
|  | 2.  | San Andrés CF               | 25 | 16 | 6 | 3  | 74 | 32 | +42 | 54  |
|  | 3.  | CD San Ginés de la Jara     | 25 | 17 | 3 | 5  | 75 | 37 | +38 | 54  |
|  | 4.  | Muleño CF "B"               | 25 | 15 | 3 | 7  | 53 | 32 | +21 | 48  |
|  | 5.  | Roldán CD                   | 25 | 14 | 4 | 7  | 55 | 37 | +18 | 46  |
|  | 6.  | EF Alhama "B"               | 25 | 13 | 3 | 9  | 52 | 52 | 0   | 42  |
|  | 7.  | Santiago de la Ribera FC    | 25 | 11 | 4 | 10 | 52 | 45 | +7  | 37  |
|  | 8.  | UD Corvera                  | 25 | 11 | 3 | 11 | 39 | 49 | -10 | 36  |
|  | 9.  | CAP Ciudad de Murcia-Cepaim | 25 | 10 | 5 | 10 | 53 | 46 | +7  | 35  |
|  | 10. | CD Abarán                   | 25 | 10 | 4 | 11 | 43 | 52 | -9  | 34  |
|  | 11. | UD Los Garres "B"           | 25 | 9  | 6 | 10 | 36 | 33 | +3  | 33  |
|  | 12. | Roldán AD                   | 25 | 9  | 4 | 12 | 40 | 47 | -7  | 31  |
|  | 13. | EF San Miguel               | 25 | 8  | 5 | 12 | 34 | 40 | -6  | 29  |
|  | 14. | AD Alquerías                | 25 | 6  | 5 | 14 | 46 | 51 | -5  | 23  |
|  | 15. | CD Lapuerta                 | 25 | 6  | 5 | 14 | 39 | 62 | -23 | 23  |
|  | 16. | Lorca FC "B"                | 25 | 7  | 2 | 16 | 40 | 66 | -26 | 23  |
|  | 17. | ED Javalí Viejo-La Ñora     | 25 | 5  | 3 | 17 | 39 | 83 | -44 | 18  |
|  | 18. | CD Minerva                  | 25 | 1  | 6 | 18 | 30 | 81 | -51 | 9   |

Pts = Puntos; PJ = Partidos Jugados; G = Partidos Ganados; E = Partidos Empatados; P = Partidos Perdidos; GF = Goles Anotados; GC = Goles Recibidos
|  | Asciende a Primera Autonómica                                |
|  | Retirado de la competición durante el transcurso de la misma |